# Nokia 1280
Nokia 1280 – telefon firmy Nokia z monochromatycznym wyświetlaczem, wydany w 2010 roku.

## Ogólne[1]
System GSM: 900, 1800
- Wymiary: 107,2 × 45,1 × 15,3 mm
- Waga: 81,92 grama
- Bateria: litowo-jonowa (Li-Ion)
  - 800 mAh

## Czasy[1]
- Czuwania: 528 godzin
- Rozmów: 8,5 godziny

## Wyświetlacz[1]
- Monochromatyczny
- 96 x 68

## Komunikacja[1]
- SMS
  - Słownik T9
  - 200 pozycji
- SmartMessaging
- Tryb głośnomówiący
- Radio
- Latarka

## Inne[1]
- Alarm wibracyjny
- 500 kontaktów
- Dzwonki polifoniczne